# Laboi Jaya
Laboi Jaya is een bestuurslaag in het regentschap Kampar van de provincie Riau, Indonesië. Laboi Jaya telt 2733 inwoners (volkstelling 2010).